# George Wall

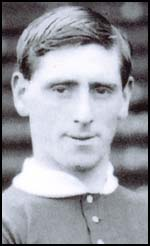
George Wall

George Wall (* 20. Februar 1885 in Bolden Colliery bei Sunderland; † April 1962 in Manchester), auch bekannt unter dem Spitznamen The Geordie, war ein englischer Fußballspieler auf der Position eines Stürmers, der zum Kader der ersten beiden Meistermannschaften des englischen Rekordmeisters Manchester United gehörte.

## Leben
Etwa ein Jahrhundert, bevor Ryan Giggs bei den Red Devils für mehr als eine Dekade in der Rolle eines linken Außenstürmers spielte, nahm George Wall knapp zehn Jahre lang dieselbe Position bei Manchester United ein.  
The Geordie war der herausragende linke Flügelflitzer in der ersten großen Epoche des Vereins, als die Red Devils vor Ausbruch des Ersten Weltkriegs zwei Meistertitel und einmal den FA Cup gewannen. 
Wall spielte zunächst in diversen Nachwuchsmannschaften seiner Heimatregion im Nordosten Englands, bevor er seinen Durchbruch beim Zweitligisten FC Barnsley schaffte. Schließlich wurde der in der Saison 1905/06 ebenfalls in der zweiten Liga spielende Manchester United FC auf sein Talent aufmerksam und holte ihn im April 1906 nach Manchester, wo er bereits am 7. April 1906 beim 1:0-Auswärtssieg gegen Leyton Orient zum Einsatz kam und mit seiner neuen Mannschaft den Aufstieg schaffte. 
In seiner ersten Erstliga-Saison 1906/07 bestritt er alle 38 Spiele der Red Devils und erzielte elf Treffer. In der darauffolgenden Saison absolvierte er 36 Einsätze, erzielte 19 Tore und gehörte zur ersten Meistermannschaft in der Geschichte von Manchester United. Bis 1911 folgten jeweils ein weiterer Meistertitel (1910/11) und ein Sieg im FA Cup (1909) sowie zwei Erfolge im FA Charity Shield (1908 und 1911). 
Nach der kriegsbedingten Unterbrechung des Fußballwettbewerbs unterschrieb Wall beim Oldham Athletic AFC, bei dem er von 1919 bis 1921 unter Vertrag stand. Anschließend spielte er eine Saison beim schottischen Hamilton Academical FC, bevor er später noch einige Jahre in den Manchester Docks arbeitete und dort zuletzt (bis 1927) für die Mannschaft des Manchester Ship Canal FC spielte.
Zwischen dem 18. März 1907 (1:1 gegen Wales) und dem 15. Februar 1915 (1:2 gegen Irland) absolvierte Wall sieben Länderspiele für die englische Nationalmannschaft, für die er am 3. April 1909 im Heimspiel gegen Schottland beide Tore zum 2:0-Sieg seiner Mannschaft beisteuerte.

## Erfolge
- Englischer Meister: 1907/08, 1910/11
- FA Cup: 1908/09
- FA Charity Shield: 1908, 1911
- Englischer Zweitligameister: 1905/06